# هارباتل
هارباتل (به انگلیسی: Harbottle) یک روستا و محله مدنی در بریتانیا است که در نورث‌آمبرلند واقع شده‌است. هارباتل ۲۵۶ نفر جمعیت دارد.